# 2002年大西洋颶風季
2002年大西洋飓风季是一次活跃程度在中等水平的大西洋飓风季，于2002年6月1日正式开始，同年11月30日结束，传统上这样的日期界定了一年中绝大多数热带气旋在大西洋盆地形成和发展的时间段。全季共产生了14个热带气旋，其中12个达到热带风暴强度，4个发展成飓风，两个成为大型飓风。虽然飓风季是在6月1日正式开始，但第一个气旋要一直到7月14日才形成。虽然起步较慢，但本季在9月一共发展出多达8场热带风暴，创下新的纪录，之后只有2004、2007和2010年大西洋飓风季追平。同时，本季在10月6日后就再也没有热带风暴形成，这种情况也很罕见，部分是因为受到厄尔尼诺-南方涛动现象的影响。全季最强烈的飓风是伊西多尔，最低中心气压只有934毫巴（百帕），不过飓风丽丽的最大持续风速更高，达到了萨菲尔-辛普森飓风等级下的四级飓风标准。
本飓风季造成的破坏程度低于平均水平，一共导致23人丧生，经济损失约26亿美元（2002年美元，相当于2025年的44億美元），其中大部分都是由飓风伊西多尔和丽丽造成。9月，飓风古斯塔夫在转变成温带气旋的过程中登陆新斯科舍，给当地带去持续数日的狂风。伊西多尔先后袭击了尤卡坦半岛和美国，造成约价值9.7亿美元（2002年美元，相当于2025年的16.4億美元）的破坏，还夺走了7人的生命。8到9月间还有另外多场风暴对陆地产生影响，其中包括全季持续时间最长的风暴飓风凯尔。10月初，飓风丽丽登陆路易斯安那州，造成15人遇难，损失达8.6亿美元（2002年美元，相当于2025年的14.6億美元）。

## 季节预报
包括科罗拉多州立大学的威廉·M·格雷博士及其同僚在内的一些飓风专家会针对每年的大西洋飓风季发布飓风活动预测，其预测和美国国家海洋和大气管理局相互独立。格雷的团队认定，1950到2000年间的每年大西洋飓风季平均会形成9.6场热带风暴，5.9场飓风和2.3场大型飓风。而美国国家海洋和大气管理局则认为一个大西洋飓风季平均会形成9至12场热带风暴，其中5到7场会成为飓风，两场会达到大型飓风强度。

### 季前预报
2001年12月7日，格雷博士的团队针对2002年大西洋飓风季发布第一份扩展范围预报，估计飓风季的活跃程度会高于平均水平，形成13场命名风暴，8场飓风，4场大型飓风。其中还预测有86%的可能会有至少一场大型飓风吹袭美国本土，包括佛罗里达半岛在内的美国东岸受至少一场大型飓风袭击的可能性也有58%，从佛罗里达州西北狭长地带向西的美国墨西哥湾沿岸地区有43%的可能会受至少一场大型飓风吹袭。此外，预报中还估计加勒比地区发展出大型飓风的可能性高于平均水平。
4月5日，团队又发布了新的预测，命名风暴数、飓风数和大型飓风数各减少了一场，这主要是因为厄尔尼诺-南方涛动现象有进一步增强。至少一场大型飓风袭击美国的可能性相应降至75%，包括佛罗里达半岛在内的美国东岸受至少一场大型飓风打击的可能性略降至57%，从佛罗里达州西北狭长地带向西直至德克萨斯州布朗斯维尔受大型飓风吹袭的可能性不变。

### 季中预报
2002年8月7日，格雷的团队再次降低预测数值，命名风暴数减少到9场，其中4场成为飓风，1场达到大型飓风标准。报告中指出，外界环境已经不及这年早些时候那样有利于热带气旋发展。根据报告，热带大西洋的海平面气压和信风强度都高于正常水平，海面温度也呈现出异常的下降趋势。
2002年8月8日，美国国家海洋和大气管理局修订了季节预报，估计一共会形成7到10场获得命名的风暴，其中4到6场成为飓风，1至3场达到大型飓风强度。这一修订同样是因为热带大西洋的发展环境不利，以及厄尔尼诺-南方涛动现象的增强。

## 季节活动
由于飓风季的大部分热带气旋都是强度相对较弱的热带风暴，因此其活跃程度也就通过相对较低的累积气旋能量指数反映出来，只有67。大致来说，气旋能量指数通过对飓风的强度和持续时间来计算，强度越高，持续时间越长的风暴，其指数也相应越高。只有在热带系统风速达到或超过每小时63公里（34节）或热带风暴强度时才会对这一指数进行计算，并纳入全面的气象公告中。此外，亚热带气旋的这一数据不会计入累计数，而且飓风古斯塔夫和飓风凯尔存在早期的气旋能量指数也没有从上文中所述的累积数值中删去。

## 风暴
| TS | 亚瑟         |
| TS | 伯莎         |
| TS | 克里斯托瓦尔 |

| TS | 多莉   |
| TS | 爱德华 |
| TS | 费伊   |

| TD | 七       |
| 2  | 古斯塔夫 |
| TS | 汉娜     |

| 3  | 伊西多尔 |
| TS | 约瑟芬   |
| 1  | 凯尔     |

| 4  | 丽丽 |
| TD | 十四 |

| TS | 亚瑟         |
| TS | 伯莎         |
| TS | 克里斯托瓦尔 |

| TS | 多莉   |
| TS | 爱德华 |
| TS | 费伊   |

| TD | 七       |
| 2  | 古斯塔夫 |
| TS | 汉娜     |

| 3  | 伊西多尔 |
| TS | 约瑟芬   |
| 1  | 凯尔     |

| 4  | 丽丽 |
| TD | 十四 |

### 热带风暴亚瑟
7月14日，一片逐渐衰减的锋区在北卡罗莱纳州近海发展成热带低气压。系统逐渐远离海岸，于7月15日小幅增强成热带风暴并获命名为“亚瑟”（Arthur）。风暴稳步增强，于次日达到最大持续风速每小时97公里的最高强度，但由于海面温度降低和上层风切变的不利影响而减弱。到7月17日时，亚瑟已转变成温带气旋，然后继续北上进入纽芬兰岛上空，并持续减弱到低于烈风强度。
亚瑟的前身天气系统在佛罗里达州韦斯顿产生了114毫米降水。之后，纽芬兰岛的康恩河有一人因风暴溺亡。

### 热带风暴伯莎
8月4日，墨西哥湾北面的一片表面低压槽发展出一股热带低气压，这片低压槽之后还将催生出热带风暴克里斯托瓦尔。热带低气压于8月5日清晨迅速增强至热带风暴标准，并且仅两小时后就在路易斯安那州普拉克明堂区 (路易斯安那州)布斯维尔（Boothville）附近登陆。伯莎减弱成热带低气压，但其环流仍然保持在路易斯安那州上空。气旋南面有高气压系统形成，迫使低气压向西北方向移动。8月7日，风暴回到墨西哥湾上空，由于空气干燥并且接近陆地而无法得到进一步强化。伯莎向西移动，这一期间没有得到显著强化，于8月9日在德克萨斯州克雷伯县县城金斯维尔（Kingsville）附近进行了第二次登陆。
伯莎给美国墨西哥湾沿岸地区带去小到中雨，大部分区域降雨量小于76毫米。路易斯安那州的诺伍德降雨量达到260毫米，是这场风暴产生降水最多的所在。有报道出现轻度洪灾，导致少量商户、15至25套房屋以及部分道路受到轻度破坏。风暴总体上造成的损失很少，总额约为20万美元（2002年美元，相当于2025年的33.9萬美元）。此外，佛罗里达州还有一人因遭遇伯莎产生的大浪溺毙。

### 热带风暴克里斯托瓦尔
8月5日，之前在墨西哥湾催生出热带风暴伯莎的表面低压槽在南卡罗莱纳州近海发展出第三号热带低气压。在南向气流影响下，低气压向南飘移，由于空气干燥，并且还有风切变的不利影响而无法得到显著增强。8月7日，系统成为热带风暴并获名“克里斯托瓦尔”（Cristobal），于8月8日达到最大持续风速每小时80公里的最高强度。风暴蜿蜒向东移动，于8月9日被一片锋吸收。
克里斯托瓦尔的温带残留与一个高气压系统发生相互作用，在纽约长岛（Long Island）沿岸产生强烈的离岸流，海浪也有1.2米高。纽约一共有3人因离岸流或大浪淹死。

### 热带风暴多莉
8月27日，一股东风波离开非洲海岸，并于8月29日在佛得角西南方向约1020公里海域发展成第四号热带低气压。成为热带气旋仅6小时后，系统就发展出明显的外流和弧形的带状特征。风暴发展出更多的对流而继续强化，于8月30日达到持续风力时速95公里的最高强度。此后多莉的组织结构突然变得混乱，风速也降至热带风暴的最低标准强度。多莉此后出现短暂的重新增强趋势，但由于风切变的影响而再度减弱，于9月4日降级成热带低气压，并于同日晚些时候被一片低压槽吸收。气旋存在期间始终没有到陆地造成影响。

### 热带风暴爱德华
9月2日，巴哈马以北的一片扰动天气发展成热带风暴并获名“爱德华”（Edouard），风暴向北飘流，在佛罗里达州近海以顺时针方向循环移动。虽然所处海域空气干燥，并且还有中等强度风切变的不利影响，但气旋还是达到了最大持续风速每小时105公里的最高强度。接下来风暴因外界环境不利而减弱，同时向西北偏西方向转向，于9月5日从佛罗里达州奥蒙德海滩附近登陆时强度已属热带风暴下限。爱德华穿越佛罗里达州，以热带低气压下限强度进入墨西哥湾上空。热带风暴费伊产生的外流导致爱德华进一步减弱，系统最终被费伊吸收。
热带风暴爱德华令佛罗里达州普遍出现中等程度降水，其中德索托县降雨量最高，达到194毫米。虽然气旋登陆时还有热带风暴强度，但其在陆地上行经沿途的风力很小。中等程度降水导致多条道路被淹，不过风暴总体造成的破坏很小，而且也没有造成人员丧生。

### 热带风暴费伊
9月上旬，一片低压槽沿线有低气压中心发展出来，9月5日，系统已经达到足够强度，在加尔维斯敦东南方向成为热带低气压。低气压向西南偏南方向移动并逐渐增强成热带风暴费伊，于9月6日早上达到风力时速95公里的最高强度。接下来气旋突然向西北偏西方向大幅转向，并且强度和行动方向基本保持稳定，直至次日从德克萨斯州马塔哥达县马塔哥达（Matagorda）附近登陆。风暴登陆后迅速退化成残留低气压，然后在德克萨斯州上空向西南方向缓慢移动。9月11日，低气压在墨西哥东北部上空消散。
风暴给墨西哥和德克萨斯州带去暴雨，还催生了6场龙卷风，降雨量最高的达到510毫米，还产生了持续时间很长的热带风暴强度大风。部分地区因降水太多引发中度洪灾，导致约400户民房受到一定程度破坏。一共有400套房屋因洪灾受损，1575套房屋受到洪灾或龙卷风的破坏，其中23套程度严重，损失数额约450万美元（2002年美元，相当于2025年的762萬美元），幸运的是没有任何人因这场风暴遇难

### 第七号热带低气压
9月1日，一股东风波离开非洲海域，经过初期发展后，其组织结构仍然杂乱无章。系统之后一星期内总体保持向西北偏西方向前进，到9月7日时，其强度已经达到热带低气压水平，美国国家飓风中心将位于百慕大东南偏东方向约1855公里洋面的系统归类为第七号热带低气压。这个时候低气压的小规模环流周围已经有持续的对流围绕，系统由于北面一片高压脊的影响稳步西进。成为热带低气压后不久，强烈的风切变令对流减少，中心也部分暴露出来。到了9月8日，气旋中已经没有雷暴活动存在，低气压也退化成了残留低气压区。由于强烈的风切变影响，风暴最终在百慕大东南方向约1580公里海域消散，自始至终没有对陆地产生影响。

### 飓风古斯塔夫
9月6日，巴哈马和百慕大之间发展出一片扰动天气区，其对流强度和覆盖范围在之后数天里持续增长。9月8日，系统的组织结构已有足够改善，在美国东南方向洋面成为亚热带低气压，并于同日晚些时候获命名为亚热带风暴古斯塔夫。9月10日，气旋转变成热带风暴，在北卡罗莱纳州外滩群岛以东不远处海域经过，然后向东北方向行进，于9月12日以一级飓风强度两次登陆加拿大大西洋省份。
风暴造成一人死亡和价值约10万美元（2002年美元，相当于2025年的16.9萬美元）的破坏，其中大部分发生在北卡罗莱纳州。古斯塔夫和另一非热带天气系统之间因相互作用产生狂风，对新英格兰造成另外24万美元（2002年美元，相当于2025年的40.7萬美元）损失，不过这一损失不属飓风直接造成。气旋及其残余给加拿大大西洋省份带去暴雨，风力强度达到热带风暴和飓风标准，还出现了持续数日的风暴潮。爱德华王子岛部分地区出现局部洪灾，新斯科舍的哈利法克斯和夏洛特顿有约4000人失去电力供应。

### 热带风暴汉娜
9月上旬，墨西哥湾有一股东风波和低压槽融合并催生出一片低气压系统。9月11日，低气压表面以及上层低气压以东的对流稳步深化，于次日成为第九号热带低气压。风暴结构混乱，先是向西面前进，然后转向北上，于当晚达到热带风暴强度并获命名为“汉娜”（Hanna）。气旋达到最大持续风速每小时90公里的最高强度，然后两次登陆美国墨西哥湾沿岸地区，最终于9月15日在乔治亚州上空消散。
由于风暴相关的大部分对流活动都位于环流中心以东，因此路易斯安那州和密西西比州所受影响很小。阿拉巴马州多芬岛出现沿海洪灾，导致多条道路封闭，许多居民被迫疏散。佛罗里达州出现强烈的阵风和暴雨，还有三名泳客因遭遇大浪而遇难。整个阿拉巴马州有约两万户家庭停电。暴雨一直延伸到乔治亚州境内，该州出现严重洪灾。大量农作物受损，超过300幢建筑物受洪水破坏。整场风暴一共造成3人死亡，经济损失约为2000万美元（2002年美元，相当于2025年的3388萬美元）。

### 飓风伊西多尔
9月9日，一股东风波离开非洲海岸，于9月14日成为热带低气压。次日，系统在牙买加以南近海发展成热带风暴并获名“伊西多尔”（Isidore）。9月19日，伊西多尔升级成飓风，以一级强度从古巴西部登陆。9月22日，飓风在登陆尤卡坦州特查克港（Telchac Puerto）前不久达到风力时速201公里的最高强度，成为2002年大西洋飓风季的首场大型飓风。伊西多尔登陆后逐渐减弱，以热带风暴强度回到墨西哥湾，再于9月26日以热带低气压强度从路易斯安那州格兰德艾尔附近登陆。
伊西多尔以三级飓风强度登陆尤卡坦半岛，对该国造成6.4亿美元（2002年美元，相当于2025年的10.8億）的破坏。墨西哥的降雨量超过760毫米，不过经报道只出现两例间接人员丧生。减弱成热带风暴后，伊西多尔仍然给美国带去暴雨，其中以路易斯安那州杰佛逊堂区 (路易斯安那州)的梅泰里（Metairie）降雨量最高，达到406毫米。降雨引发洪灾，导致中等程度农作物损失，全美一共因这场风暴遭受了价值3.3亿美元的破坏（2002年美元，相当于2025年的5.59億美元）。

### 热带风暴约瑟芬
9月16日，中大西洋一片正在消散并且基本保持静止的锋发展出一股没有热带天气系统特征的低气压，低气压向东北偏北方向飘移，于9月17日到达百慕大以东约1150公里海域时由美国国家飓风中心归类为第十一号热带低气压，其中起初没有明显的深层对流。9月18日清晨，有风速报告表明低气压已经强化成热带风暴，美国国家飓风中心将其命名为“约瑟芬”（Josephine）。风暴因东北方向的副热带高气压和西面逐渐逼近的锋面系统影响而继续保持总体向东北方向前进的趋势。约瑟芬内部保持着层次分明的环流，但深层对流仍然时断时续。9月19日清晨，风暴开始由冷锋吸收，其风速在作为热带气旋期间始终没有超过每小时75公里。这天晚些时候，约瑟芬转变成温带气旋，其风力时速突然提高到了95公里。这股温带低气压很快于9月19日下午由另一片更大规模的温带天气系统吸收。

### 飓风凯尔
9月20日，百慕大东南偏东方向的一股非热带低气压发展成第十二号亚热带低气压，再于次日增强成亚热带风暴并获名“凯尔”（Kyle），9月22日转变成热带风暴凯尔。气旋缓慢向西飘移并强化，与9月25日达到飓风标准，9月28日，凯尔强度回落为热带风暴。之后的一段时间里，系统强度在热带低气压到热带风暴间连续波动了数次，其行进方向也非常不稳定，在总体向西移动的同时多次向北和向南大幅转向。10月11日，凯尔从南卡罗莱纳州麦克勒安威尔附近首次登陆，掠过南、北卡罗莱纳州海岸线后又回到海上，于同日在北卡罗莱纳州长滩（Long Beach）附近登陆。凯尔继续向海上进发，于10月12日与一股冷锋合并，成为有纪录以来持续时间第四长的大西洋飓风。
凯尔给百慕大带去少量降水，当地没有报道出现严重破坏。风暴在美国的两次登陆都产生了中等程度降水，造成局部山洪爆发，道路封闭。南卡罗莱纳州有一所养老院和多套移动房屋居民因洪水被迫撤离。凯尔还催生出至少4场龙卷风，其中袭击南卡罗莱纳州乔治敦的一场造成8人受伤、106幢建筑物受损、另有7套被毁，是造成损失最严重的一场龙卷风。整场风暴一共造成了约价值500万美元（2002年美元，相当于2025年的847萬美元）的破坏，没有直接造成人员丧生。不过，凯尔的残留有间接导致不列颠群岛一人丧生。

### 飓风丽丽
9月16日，一股东风波离开非洲海岸穿越大西洋，于9月20日在非洲和小安的列斯群岛之间的中途海域发展出下层环流。次日，系统的组织性有所改善，在向风群岛以东约1700公里洋面成为热带低气压。9月30日，风暴在途经开曼群岛上空期间达到飓风强度，之后再在墨西哥湾强化成四级飓风，于10月2日登陆路易斯安那州海岸。次日，系统在田纳西州和阿肯色州边境附近上空被一片温带低气压吸收。
路易斯安那州的阵风时速达到190公里，降雨量超过150毫米，风暴潮有3.7米高，造成的破坏价值超过8.6亿美元（2002年美元，相当于2025年的14.6億美元）。共有23.7万人失去供电，海上多个石油平台关闭了一周之久。

### 第十四号热带低气压
10月9日，一股弱东风波经过小安的列斯群岛。10月12日，系统到达加勒比海西南部时对流已经增多，并在这天晚些时候形成一片大规模低气压区。之后超过两天的时间里，低气压的组织结构有明显改善，于协调世界时10月14日中午12点成为第十四号热带低气压。低气压起初向西北偏西方向飘移，之后又转向东北偏北。由于垂直风切变的影响，低气压无法增强，强度始终没能达到热带风暴标准。到了10月16日下午16点，低气压以风力时速45公里强度从西恩富戈斯附近登陆，并在穿越该岛的过程中于10月17日清晨被一股冷锋吸收。气旋构成的影响很小，只有牙买加、古巴和开曼群岛部分地区出现局部暴雨。

## 风暴名称
以下列表中显示了2002年用来给北大西洋热带气旋命名的名称。所有没有退役的名称会在2008年大西洋飓风季再度使用。这份名单与1996年大西洋飓风季基本相同，只有克里斯托瓦尔、费伊和汉娜例外，这三个名称分别取代了1996年名单中的凯撒、法兰（Fran）和霍顿斯（Hortense）。这也是克里斯托瓦尔、费伊和汉娜三个名称首次为大西洋风暴命名。列表中没有命名的名称将以灰色显示。
|  | - Marco（未用） - Nana（未用） | - Omar（未用） - Paloma（未用） - Rene（未用） - Sally（未用） - Teddy（未用） - Vicky（未用） - Wilfred（未用） |

### 退役
2003年春，世界气象组织将2002年使用的两个名称退役，分别是“伊西多尔”（Isidore）和“丽丽”（Lili），这两个名称分别由“艾克”（Ike）和“劳拉”（Laura）代替，于2008年大西洋飓风季期间首度采用。

## 季节影响
以下表格中列出了2002年大西洋飓风季形成的所有风暴，其中包括其存在周期、名称、影响区域、损失数额和死亡人数，并以加粗字体标出登陆地区。死亡人数栏内括弧中的数字表示间接导致的死亡人数，例如因风暴导致的交通事故丧生就属于间接死亡。所有损失和死亡人数包括风暴处于温带气旋、低气压或是东风波时期，损失数额单位为2002年美元。
| 萨菲尔-辛普森飓风风力等级 |    |    |    |    |    |    |
| TD                        | TS | C1 | C2 | C3 | C4 | C5 |

| 亚瑟         | 7月14至16日       | 热带风暴   | 60（95）   | 997  | 美国东南部                                                                           | 很小  | 1        |  |
| 伯莎         | 8月4至9日         | 热带风暴   | 40（65）   | 1007 | 密西西比州汉考克县韦夫兰                                                             | 0.2   | 1        |  |
| 克里斯托瓦尔 | 8月5至8日         | 热带风暴   | 50（85）   | 999  | 百慕大、纽约州                                                                       | 很小  | 0（3）   |  |
| 多莉         | 8月29日至9月4日   | 热带风暴   | 60（95）   | 997  | 无                                                                                   | 0     | 0        |  |
| 爱德华       | 9月1至6日         | 热带风暴   | 65（100）  | 1002 | 佛罗里达州                                                                           | 很小  | 0        |  |
| 费伊         | 9月5至8日         | 热带风暴   | 60（95）   | 998  | 德克萨斯州、墨西哥北部                                                               | 4.5   | 0        |  |
| 七           | 9月7至8日         | 热带低气压 | 35（55）   | 1013 | 无                                                                                   | 0     | 0        |  |
| 古斯塔夫     | 9月8至12日        | 二级飓风   | 100（155） | 960  | 北卡罗莱纳州、弗吉尼亚州、新泽西州、新英格兰                                         | 0.34  | 1（3）   |  |
| 汉娜         | 9月12至15日       | 热带风暴   | 60（95）   | 1001 | 佛罗里达州、路易斯安那州、阿拉巴马州、密西西比州、乔治亚州、美国东南部、中大西洋各州 | 20    | 3        |  |
| 伊西多尔     | 9月14至27日       | 三级飓风   | 125（205） | 934  | 委内瑞拉、牙买加、开曼群岛、古巴、尤卡坦半岛、路易斯安那州、密西西比州               | 1,300 | 19（3）  |  |
| 约瑟芬       | 9月17 至19日      | 热带风暴   | 40（65）   | 1006 | 无                                                                                   | 0     | 0        |  |
| 凯尔         | 9月20日至10月12日 | 一级飓风   | 85（140）  | 980  | 百慕大、佛罗里达州、乔治亚州、南卡罗莱纳州、北卡罗莱纳州、不列颠群岛                 | 6     | 0（1）   |  |
| 丽丽         | 9月21日至10月4日  | 四级飓风   | 145（230） | 938  | 向风群岛、海地、古巴、开曼群岛、路易斯安那州                                         | 882   | 13（2）  |  |
| 十四         | 10月14至16日      | 热带低气压 | 35（55）   | 1002 | 牙买加、开曼群岛、古巴                                                               | 很小  | 0        |  |
| 季节总结     |                   |            |            |      |                                                                                      |       |          |  |
| 14个气旋     | 7月14日至10月16日 |            | 145（230） | 934  |                                                                                      | 2215  | 38（15） |  |

## 解释说明
1. ↑  根据美国国家海洋和大气管理局的定义，一个大西洋飓风季平均会形成12场热带风暴，其中6个会成为飓风，两场会达到大型飓风强度[1]。
2. ↑  大型飓风是指最大持续风速可以在萨菲尔-辛普森飓风等级中达到三级或以上的风暴[2]。
3. ↑  东风波指的是沿信风移动的低压槽[19]。
4. ↑  风暴潮指平均潮汐高度和风暴产生潮汐高度之间的差距[19]。